# تطبیق خاطره
تطبیق حافظه، یا شبیه شدن خاطره که با نام سرایت اجتماعی خاطره نیز شناخته می‌شود، به پدیده ای اشاره دارد که در آن خاطرات یا اطلاعات گزارش شده توسط دیگران بر فرد تأثیر می‌گذارد و طوری در حافظه فرد گنجانده می‌شود که شخص تصور می‌کند خاطرات خود اوست. انطباق حافظه یک خطای حافظه است که به دلیل «خطاها یا سوگیری‌های شناختی» روی می‌دهد. به عبارات دیگر وقتی دو شخص شاهد یک رویداد باشند و بعد با یکدیگر دربارهٔ آن صحبت کنند خاطره هر کدام از آنها می‌تواند بر آنچه دیگری بعدها به عنوان خاطرات خود اظهار می‌کند تأثیر بگذارد. این پدیده بویژه در مورد شاهدان عینی دیده شده که بعد از گفتگو با یکدیگر ناخواسته در شهادت خود تغییراتی می‌دهند.